# Jar (Einheit)
Das Jar, abgeleitet von der englischen Bezeichnung für die Leidener Flasche „Leyden jar“, war eine Einheit der Elektrischen Kapazität, die in der Royal Navy benutzt wurde.
1 Jar = 1000 e.s.u. = 1,111·10−9 Farad = 1,111 nF
Hierbei bezeichnet e.s.u. die Einheit der Kapazität im elektrostatischen Einheitensystem: Statfarad (statF) oder Zentimeter.